# Myles Hesson
Myles Hesson, né le 5 juin 1990, à Birmingham, en Angleterre, est un joueur anglais de basket-ball. Il évolue au poste d'ailier fort.

## Carrière
Le 26 août 2014, il signe en Allemagne au Eisbären Bremerhaven jusqu'au mois de décembre avec une option jusqu'à la fin de saison. Le 30 décembre 2014, il prolonge son contrat jusqu'à la fin de saison.
A l'intersaison 2015 il s'engage en France avec la JDA Dijon (Pro A),.
Le 5 juin 2016, il signe au BCM Gravelines.
Le 31 mai 2017, il rejoint Nanterre pour une saison, sa venue est annulée à cause d'une blessure à la jambe. Il signe finalement à Nanterre le 15 décembre, remplaçant Erik Murphy coupé par le club francilien. Début février le club de Nanterre annonce que le joueur est à nouveau blessé, sa saison est terminée. Il revient à Gravelines pour la saison 2018-2019. Le 5 novembre 2019, il signe à Chalon-sur-Saône,. À l'issue de la saison, il prolonge son contrat pour une année supplémentaire.

## Statistiques
| Saison    | Équipe               | Matchs | Titul. | Min./m | % Tir | % 3pts | % LF | Rbds/m. | Pass/m. | Int/m. | Ctr/m. | Pts/m. |
| --------- | -------------------- | ------ | ------ | ------ | ----- | ------ | ---- | ------- | ------- | ------ | ------ | ------ |
| 2011-2012 | Everton Tigers       | 29     | 22     | 28,4   | 43,8  | 33,6   | 62,3 | 7,97    | 1,24    | 1,21   | 0,69   | 15,83  |
| 2012-2013 | Ratiopharm Ulm       | 9      | 1      | 13,0   | 44,4  | 50,0   | 91,7 | 3,67    | 0,33    | 0,44   | 0,33   | 5,44   |
| 2013-2014 | Gießen 46ers         | 33     | 31     | 29,1   | 43,3  | 30,1   | 78,8 | 6,79    | 1,36    | 0,97   | 0,67   | 16,12  |
| 2014-2015 | Eisbären Bremerhaven | 32     | 15     | 23,0   | 44,1  | 41,9   | 78,2 | 4,28    | 1,88    | 0,97   | 0,81   | 12,12  |
| 2015-2016 | Dijon                | 34     | 29     | 24,1   | 42,1  | 37,4   | 71,6 | 3,50    | 1,12    | 1,06   | 0,24   | 10,91  |
| 2016-2017 | Gravelines           | 19     | 19     | 28,9   | 41,3  | 29,6   | 73,8 | 5,10    | 1,26    | ?      | ?      | 12,40  |